# Linaeschna
Linaeschna is een geslacht van libellen (Odonata) uit de familie van de glazenmakers (Aeshnidae).

## Soorten
Linaeschna omvat 1 soort:
- Linaeschna polli Martin, 1909